# 마에카와 도모유키
마에카와 도모유키(일본어: 前川 智敬, 1999년 4월 7일~)는 일본의 축구 선수이다.

## 구단 경력
그는 2022년 J3리그의 아술 클라로 누마즈에 입단했고, 2년동안 팀에서 뛰었다. 2024년 일본 풋볼 리그의 레일락 시가 FC로 이적했다. 7월 FC 티아모 히라카타로 임대 이적했다. 2025년 레일락 시가 FC로 복귀했다.